# Summer Parade
Summer Parade é uma single do Duo musical japonês Depapepe. Foi lançado no dia 25 de Julho de 2005.
Foi com esta canção que o Duo musical tornou-se famoso no mundo todo, após o videoclipe da música aparecer no canal Animax.

## Faixas
01. SUMMER PARADE

01. B.B.D

03. オールド・ビーチ Old Beach

04. 星の数だけ願いは届く Reach Many Wishes as the Number of the Stars

## Paradas Musicais
| Data                | Ranking                        | Posição | Ref.            |
| ------------------- | ------------------------------ | ------- | --------------- |
| 30 de julho de 2005 | Japan Top 20                   | # 16    | Top40charts.com |
| 6 de agosto de 2005 | World Singles Official Top 100 | # 78    | Top40charts.com |
| 6 de agosto de 2005 | Airplay World Official Top 100 | # 98    | Top40charts.com |